# Pöcking
Pöcking è un comune tedesco di 5 663 abitanti, situato nel land della Baviera.